# 板垣雅也
板垣 雅也（いたがき まさや、1975年4月2日 - ）は、日本の漫画家。秋田県出身。
2004年に「公園一周」で小学館新人コミック大賞児童部門（藤子不二雄賞）佳作受賞。同年に「ワレワレハウチュウジンダ!!」で『別冊コロコロコミック』デビュー。

## 代表作
- マスカレード（月刊コロコロコミック2005年10月号 - 2006年8月号）
- 流星のロックマン（月刊コロコロコミック2006年11月号 - 2008年1月号）
- TRIBE 流星のロックマン 武闘外伝（月刊コロコロコミック2008年2月号 - 2008年7月号）
- STAND UP!（月刊コロコロコミック2009年2月号 - 2010年4月号）

## その他
- 永井ゆうじ、小ガエルとは同期である。
- 妻は同じコロコロコミックで連載していた漫画家のせいの奈々。